# 吳培昌
吳培昌（1611年—？），原名文胤，字永生，號坦公，南直隸松江府華亭縣仙山鄉人，明朝政治人物。

## 生平
崇禎六年（1633年）癸酉科應天鄉試第一百名舉人，十年（1637年）中式丁丑科會試第一百二十五名，三甲第三十名進士。兵部觀政，授仁和縣知縣，十五年（1642年）行取，同年革職。

## 家族
曾祖吳錦，歲貢，年近百壽，鄉飲賓；祖父吳性；父吳叔行。長兄吳嘉胤，天啟四年舉人；次兄吳禎，原名天胤，崇禎四年進士。